# Cortaalambres frontal

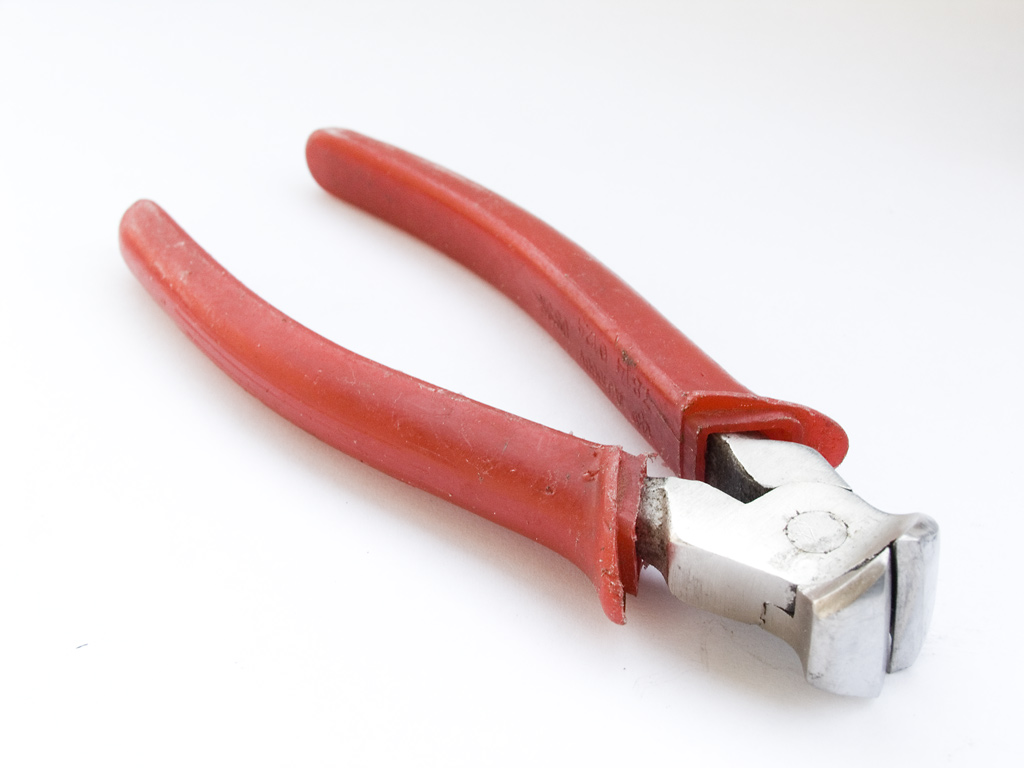
Cortaalambres frontal de tamaño estándar

El cortaalambres frontal o tenacilla (en inglés end cutting wire Knipper,) es una herramienta que corta por presión y de forma limpia alambres, cables metálicos o cables eléctricos. Tiene un diseño similar al cortaalambres lateral, del que se diferencia en la función de corte que es frontal en lugar de ser lateral, así como por un cabezal más corto y por lo tanto una palanca mayor . La diferencia esencial radica en el hecho de que los bordes de corte no se encuentran paralelos con los mangos por donde se agarran, sino formando un ángulo de 90 grados con los mismos. Esto permite cortar clavos o tornillos que sobresalen de una superficie, en condiciones de trabajo estrictas.

## Tipos

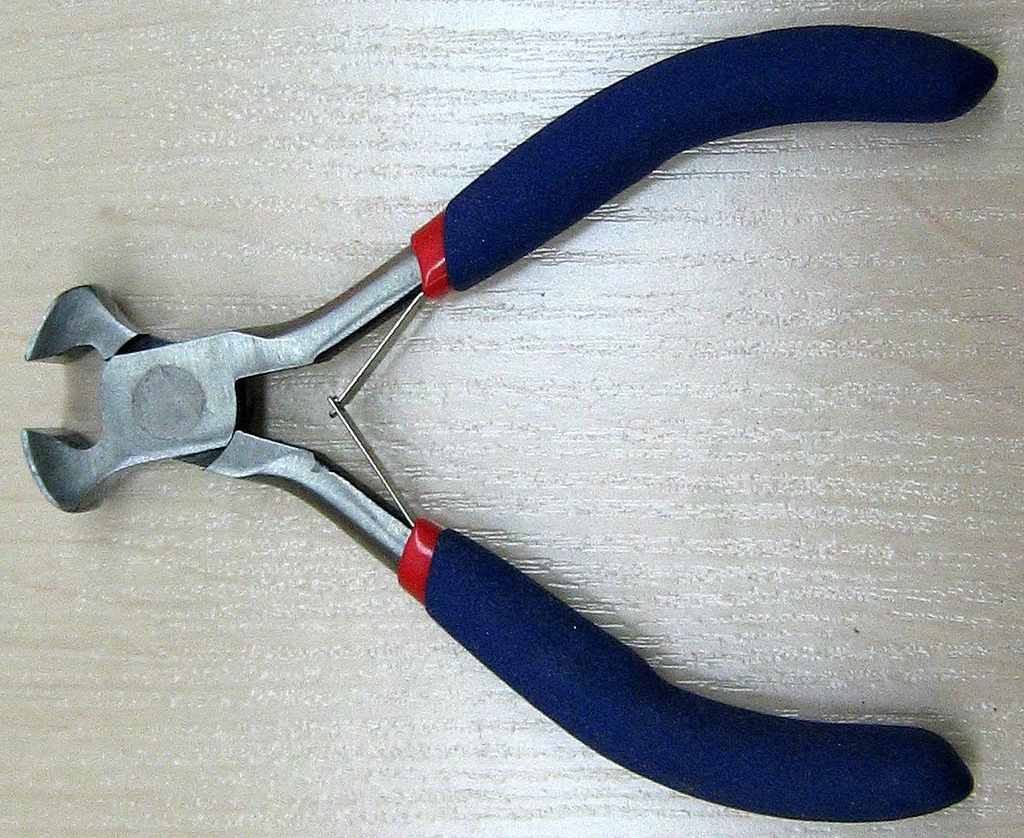
Cortaalambres frontal de uso eléctrico

Aparte de los tipos usados en el bricolaje en general, los hay adaptados a muchas especialidades del mundo de la artesanía, como por ejemplo para: tapiceros, guarnicioneros y zapateros, entre otras, así como para  las disciplinas que tienen que ver con la electricidad. Los últimos desarrollos en el campo de los cortaalambres frontales se caracterizan por los bordes de corte inclinados de hasta 45°, con lo que los límites entre los corta alambres laterales y los cortaalambres frontales se difuminan.

## Cortaalambres frontal articulado
Un modelo especial del cortaalambres frontal es el cortaalambres frontal de palanca. Estas pinzas, tienen una palanca que permite una multiplicación de la fuerza final, normalmente miden unos 200 mm o más y, se utilizan para cortar cables, clavos y tornillos de mayor grosor.